# Ōita Stadium
Ōita Stadium (též Showa Denko Dome Oita  či 昭和電工ドーム大分) je víceúčelový stadion sloužící zejména pro fotbal a atletiku v Óitě. Pojme 40 000 diváků. Kromě toho stadion slouží jako kulturní zařízení s možností pořádání koncertů. Tento stadion využívá při koncertních turné mnoho zpěváků a hudebníků.  Domácí zápasy zde hraje fotbalový klub Oita Trinita.
Stadion byl postaven v roce 2001 při příležitosti Mistrovství světa ve fotbale 2002, které se konalo v Japonsku a Jižní Koreji. Navrhl ho známý architekt Kišó Kurokawa a stavba započala v roce 1998. Zvláštností stadionu je zatahovací střešní kupole, která má celkový průměr 245 metrů. Pohyblivý střešní konstrukce se skládá z ocelového rámu opatřených světlopropustnou PTFE stavební membránou, čímž je potažena. Otevření nebo zavření střechy trvá 20 minut. Nejprve jeho kapacita byla pro 43 000 diváků. Po skončení Mistrovství světa ve fotbale 2002 však byla ze stadionu odstraněna přední polovina řad pohyblivých sedadel. Dnešní maximální počet sedadel je 40 000, z toho 34 000 jsou trvale nainstalována a 6 000 sedadel, která lze instalovat do předních řad. Od 1. března 2006 byl Kyushu Sekiyu Dome pojmenován po společnosti na výrobu minerálních olejů. V roce 2010 se Ōita Bank stala sponzorem a dostal název Ōita Bank Dome. V roce 2019 byl přejmenován na Showa Denko Dome Oita po japonské chemické společnosti Shōwa Denkō K.K.
V roce 2019 se stal jedním ze stadionu, kde proběhly zápasy v Mistrovství světa v rugby.